# Star hopping
Star hopping (em inglês:  saltando estrelas) é uma técnica utilizada por astrônomos amadores para localizar objetos pouco luminosos sem a ajuda de computadores.

## Técnica
Os telescópios podem captar uma quantidade maior de luz e assim permitir que o observador veja objetos invisíveis a olho nu. Entretanto o trabalho de localizar tais objetos é dificultado pelo fato dos telescópios terem um campo de visão mais restrito.
A técnica ajuda na localização destes objetos propondo a execução de uma série de pequenas modificações na direção apontada pelo telescópio de modo a percorrer um caminho imaginário de estrelas que leve o observador de uma estrela mais brilhante até o objeto desejado. Este caminho é estudado previamente a observação num atlas celeste. O nome desta técnica vem do fato de que em cada passo neste caminho o observador faz um salto de uma estrela para a seguinte.
Este era o único método disponível antes do surgimento dos telescópios computadorizados. Atualmente estes telescópios realizam o apontamento de forma automática para o observador. Apesar disso vários astrônomos amadores acham divertido saltar estrelas.

## Exemplo

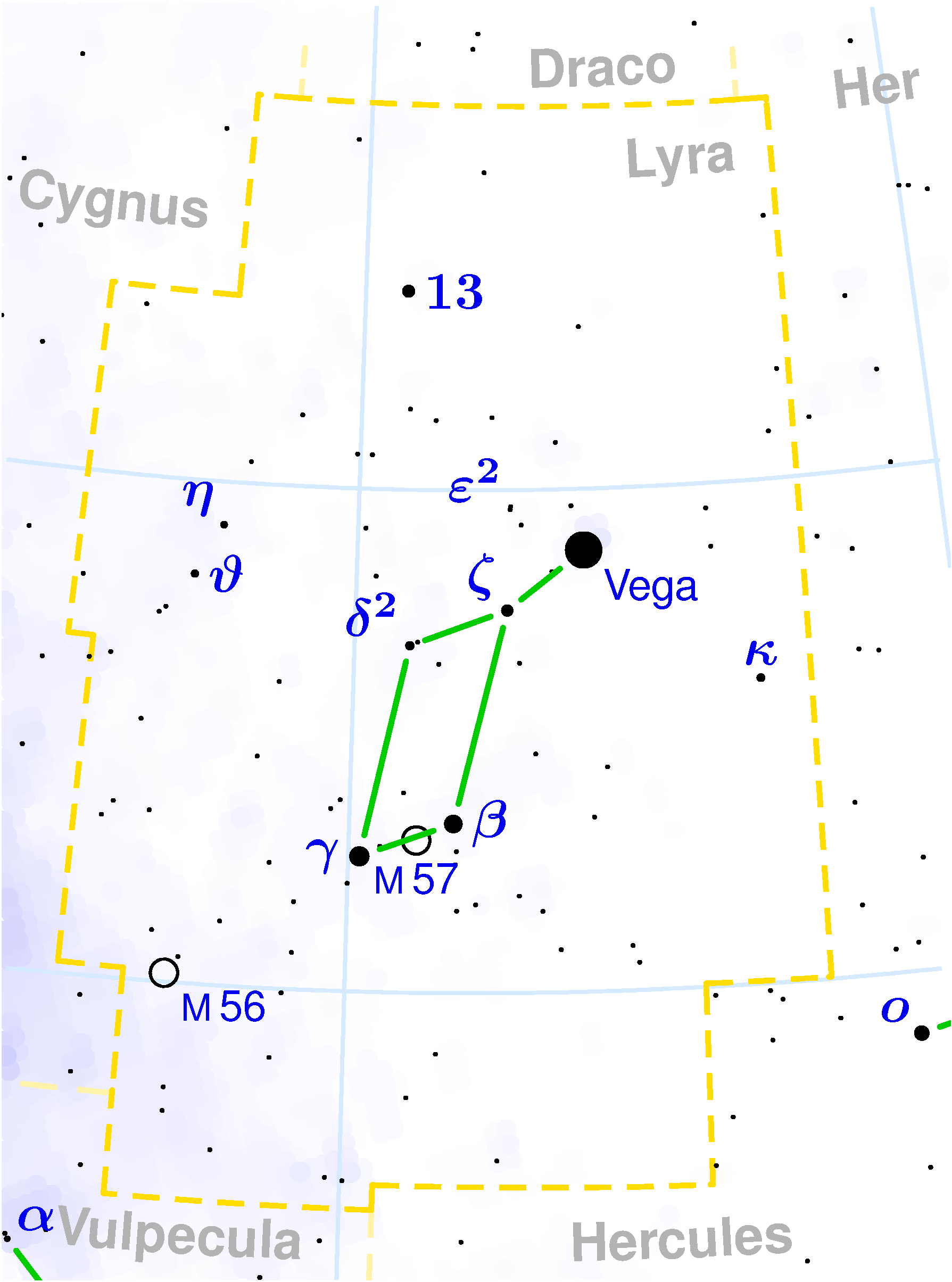
A constelação de Lyra

Um exemplo de uso desta técnica é a localização da Nebulosa do Anel (Messier 57) através da estrela Vega, ambos os objetos estão na constelação de Lyra como mostra o diagrama ao lado.
A estrela Vega pode ser localizada no céu noturno a olho nu, o que facilita a focalização do objeto inicial no telescópio. Então o observador saltará desta estrela para ζ Lyr deslocando o campo de visão do telescópio em sua direção. Em seguida saltará para a dupla δ1 Lyr e δ2 Lyr e depois para γ Lyr. Durante o próximo salto, partindo de γ Lyr para β Lyr, o observador encontrará a nebulosa Messier 57 em seu campo de visão antes de terminar o salto.